# Mine Bachelor
Pour les articles homonymes, voir Bachelor.
La mine Bachelor est une ancienne mine d’or souterraine située dans le canton de Le Sueur, à environ 225 kilomètres au nord-est de Val-d'Or, au Québec, dans la région d’Eeyou Istchee Baie-James. Elle se trouve à 3,5 km à l’est de Desmaraisville et à une trentaine de kilomètres au sud-ouest de la communauté crie de Waswanipi.

## Historique
Le gisement aurifère de Bachelor a été découvert en 1946 par la société O’Brien Gold Mines Ltd.. La mine a été exploitée pour la première fois de 1982 à 1989, produisant environ 130 341 onces d’or au cours de cette période,.
En novembre 2004, Ressources Métanor inc. a acquis les droits d’exploitation de la mine auprès de Campbell Resources pour 2,3 millions de dollars. Après des travaux de remise en état de l’infrastructure souterraine et de la concentratrice entre 2005 et 2010, l’entreprise a coulé son premier lingot d’or en 2012. La production commerciale a été officiellement lancée en 2013, avec une production annuelle de 23 021 onces cette année-là, puis de 48 847 onces en 2014.
La production s’est poursuivie jusqu’en 2018, puis a été suspendue. Après une évaluation économique détaillée du dépôt Moroy, Bonterra Resources a annoncé en septembre 2022 son intention de mettre les infrastructures souterraines des gisements Bachelor et Moroy en entretien et maintenance à long terme,,.
Cette mise en pause concerne uniquement les infrastructures souterraines. Le complexe de traitement en surface, appelé Bachelor mill complex demeure opérationnel et joue un rôle clé dans le projet de redémarrage de la production à la mine à ciel ouvert Barry, également détenue par Bonterra.

## Exploitation
La mine Bachelor est une mine souterraine exploitée selon les méthodes du forage en long trous et du sous-niveau foudroyé. Le puits principal atteint une profondeur de 727 mètres (2 384 pieds).
Le site comprend également une usine de traitement d’une capacité variant de 750 à 800 tonnes par jour,,. Cette usine a été modernisée pour inclure un circuit au charbon activé permettant une récupération de l’or comprise entre 96% et 98%,.
Une expansion est prévue pour porter la capacité de traitement à 1 800 tonnes par jour, avec l’ajout de nouveaux équipements incluant un broyeur SAG, deux broyeurs à boulets, un circuit gravimétrique et de nouveaux bassins de lixiviation.
En 2022, la mine comprenait également des installations de soutien comme un camp permanent, une salle de treuil, des compresseurs, un bâtiment abritant le puits, un bureau administratif, une carothèque, ainsi qu’un bassin de résidus de 50 hectares,.
Depuis 2023, Bonterra a lancé plusieurs campagnes de forage dans le secteur de Desmaraisville, dont une campagne de 15 000 mètres qui a permis d’identifier de nouvelles zones aurifères potentielles dans le corridor régional de déformation Opawica-Guercheville.
Lors de la pleine production, la mine employait environ 225 personnes, principalement originaires du Québec.

## Ressources et géologie
Les ressources mesurées et indiquées de la mine Bachelor étaient estimées à 841 591 tonnes métriques à une teneur moyenne de 7,79 g/t d’or. Le gisement comprend principalement deux zones : le dépôt Bachelor et le dépôt Hewfran. Le dépôt Bachelor représente 90% de la production historique et comprend trois veines principales : la veine Main, la veine A et la veine B, toutes structurellement contrôlées.
La minéralisation aurifère est principalement associée à la pyrite et se retrouve dans des zones de bréchification, des veines de quartz et de carbonates, ou encore dans des zones altérées à l’hématite,. Le gisement est encaissé dans des roches volcaniques archéennes de la formation d’Obatogamau, au sein de la sous-province de l’Abitibi. La minéralisation est située dans une zone de cisaillement silicifiée orientée est-sud-est, au contact de formations volcaniques et de plutons granodioritiques.
Le dépôt voisin de Moroy, également accessible par les infrastructures souterraines de Bachelor, présente des caractéristiques géologiques similaires, avec une structure de veines sub-parallèles,.
Le site minier couvre une superficie d’environ 7 388 hectares et comprend 266 claims ainsi que deux concessions minières.

## Encadrement environnemental
Ressources Métanor avait obtenu en juillet 2012 un certificat d’autorisation pour l’exploitation de 900 000 tonnes de minerai au site de Bachelor, avec 17 conditions associées. Ce certificat a été modifié par la suite pour inclure le traitement du minerai en provenance du projet Barry. L’entreprise s’était également engagée à restaurer le site conformément à la Loi sur les mines après la fin des activités.

## Accidents
Le 30 octobre 2009, trois travailleurs sont décédés à la mine lorsqu’une cage d’ascenseur a été submergée par une inondation survenue à plus de 480 mètres de profondeur, alors que le site était encore en réhabilitation en vue d’une remise en production,. 
Un autre accident mortel est survenu le 9 août 2015, lorsqu’un mécanicien de 50 ans a été écrasé dans l’atelier mécanique par la benne d’un véhicule d’exploitation lors d’une opération de maintenance.

## Apparitions
- 21 jours – Sous terre, épisode diffusé sur TV5, plonge le cobaye de l’émission dans l’univers rude et méconnu des mines québécoises. Tourné à la mine d’or Lac Bachelor, exploitée par Ressources Metanor, cet épisode met en scène son immersion dans la vie quotidienne de mineurs qui, chaque jour, descendent à plusieurs centaines de mètres sous terre pour extraire du minerai[11].